# طارق بن عمار
طارق بن عمّار (من مواليد 12 يونيو 1949)، هو رجل أعمال ومنتج سينمائي تونسي.

## المسيرة المهنية
ولد في تونس العاصمة للمنذر بن عمار شقيق وسيلة بن عمار سيدة تونس الأولى بين 1962 و1986، في حين تعود أصول أمه سيمون غاجياري إلى جزيرة كورسيكا. بدأ مسيرته المهنية الحافلة بعد تخرجه من معهد قرطاج حنبعل. أسس سنة 1975 شركة كارطاقو للأفلام، التي لعبت دورًا محوريًا في تصوير عدد من الأفلام الأوروبية والأمريكية في تونس، مثل مغامرو القوس المفقود وحياة بريان. كما أنتج عدة أفلام بارزة، منها قراصنة للمخرج رومان بولانسكي وساعتين إلا الربع قبل المسيح للمخرج جان يان.

### أبرز إنجازاته
1. تأسيس شركات رائدة في عام 1985، أسس بن عمار شركة كينتا للإعلام بالشراكة مع رئيس الوزراء الإيطالي السابق سيلفيو برلسكوني.
2. نزاعات قانونية وانتصارات حصل عام 1994 على تعويض قدره 14 مليون دولار بعد نزاع قضائي مع استوديو يونيفرسال بشأن فيلم قراصنة.
3. إدارة جولات عالمية أدار بين عامي 1996 و1998 جولة مايكل جاكسون العالمية "هيستوري"، مما زاد من شهرته في إدارة المشاريع الكبرى.
4. توزيع الأفلام العالمية ساهم سنة 2004 في توزيع فيلم آلام المسيح في أوروبا.
5. السيطرة على قطاع السينما في أوروبا اشترى مختبرات اكلير التاريخية لتظهير الأفلام السينمائية، مما عزز مكانته على رأس شبكة أوروبية تنافس كبرى شركات الإنتاج الأمريكية. وسبق أن استحوذ على شركات فرنسية أخرى مثل "ال تي سي" و"جي تي سي"، مما أثار دهشة وزيرة الثقافة الفرنسية كريستين البانيل [الفرنسية] وعدة منظمات سينمائية فرنسية.[2][3]
6. توسعات دولية
  - اشترى 75% من شركة إيغل بيكتشرز، الشركة الإيطالية الأولى لتوزيع الأفلام، في ديسمبر 2007.
  - استحوذ على 15% من رأس مال شركة أليانس الكندية، التي تملك شركتي مومنتوم البريطانية وأوروم الإسبانية.[4]
7. مدن سينمائية في تونس يمتلك بن عمار مدنًا سينمائية في تونس استضافت تصوير 46 فيلمًا عالميًا، منها الذهب الأسود الذي شاركت قطر في إنتاجه وتم توزيعه في 4000 صالة سينما بأمريكا من قبل شركتي يونيفرسال ووارنر.[5]

### استثماراته في الإعلام
- يمتلك مجموعة من القنوات الرياضية الإيطالية مثل إيطاليا سبورت 1 [الإنجليزية] وإيطاليا سبورت 2 [الإنجليزية] وإيطاليا سبورت 24 [الإنجليزية].
- يملك أسهمًا في قناة نسمة التونسية والقناة الفرنسية تي أف 1 وPrima TV وأوروبا تي في.
- شريك مع سيلفيو برلسكوني في شركة ميديا سات وقناة لاسيتي الإيطالية.
- يملك 14% من رأس مال قناة بازار الفرنسية.
- في ديسمبر 2012، استحوذ على شبكة أون تي في الإخبارية في مصر، وأعلن عن خطة لإقامة شبكة تلفزيونية تربط المغرب العربي ومصر وأوروبا.[6]

### أدوار أخرى
- عمل عضوًا في مجلس إدارة شركتي ميدياسات وميديوبانكا الإيطاليتين.[7]
- شغل منصب مستشار للأمير الوليد بن طلال ورجل الأعمال الفرنسي فنسان بولوري.

## حياته الخاصة
متزوج من بولندية وله ثلاثة أبناء: طارق، نائل، وسنية.